# Violette Szabo
Violette Reine Elizabeth Bushell Szabo mais conhecida como Violette Szabo GC (Paris, 26 de junho de 1921 – Campo de concentração de Ravensbrück, 05 de fevereiro de 1945) foi uma heroína da Segunda Guerra Mundial, espiã francesa a serviço do Special Operations Executive (SOE) do Reino Unido. Em sua segunda missão na França ocupada pelos nazistas, Violette foi capturada pelo exército alemão, interrogada, torturada e deportada para o campo de Ravensbrück, onde foi executada.
Violette foi a segunda mulher a ser homenageada com a Cruz de Jorge, entregue postumamente em 17 de dezembro de 1946.

## Biografia
Violette nasceu em Paris, em 1921. Era a segunda criança entre cinco filhos e a única menina de Charles George Bushell, filho de um coletor de impostos de Hampstead Norreys. Charles foi motorista de táxi, vendedor de carros e, durante a Segunda Guerra Mundial foi vendedor de sapatos. A mãe de Violette era Reine Blanche Leroy, uma costureira originalmente de Pont-Remy. O casal se conheceu na França, no período da Primeira Guerra Mundial, quando Charles era motorista no Exército Britânico e depois do casamento, foram morar em Londres. Durante a Grande Depressão, Violette e seu irmão mais novo, Dickie, foram morar com a irmã de sua mãe na Picardia até a família voltar a se reunir no sul de Londres quando Violette tinha onze anos.
Quando jovem era uma garota muito ativa, que praticava ginástica, andava de bicicletas e patinava com os irmãos e primos. Com o pai, aprendeu a usar armas de fogo. Violette estudou em Brixton, onde reaprendeu a falar inglês e chamava a atenção dos colegas por falar francês fluentemente. Aos 14 anos, ela começou a trabalhar com costura, fazendo espartilhos e em um supermercado. Os conflitos com o pai eram comuns, ainda que fosse uma família amorosa. Após uma discussão com ele, Violette fugiu para a França. Na época da eclosão da Segunda Guerra Mundial, Violette trabalhava em uma loja de departamentos em Brixton.

## Segunda Guerra Mundial
No início da década de 1940, Violette entrou para a Women's Land Army, uma organização civil que empregava mulheres em empregos originalmente ocupados por homens que foram convocados para lutar na guerra. Pouco depois, ela retornou a Londres para trabalhar em uma fábrica de armamentos. Foi quando ela conheceu Étienne Szabo, oficial da Legião Estrangeira Francesa, de origem húngara, na parada do Dia da Bastilha. Eles se casaram em 21 de agosto de 1940 após curtos 42 dias de namoro. Violette tinha 19 anos e Étienne tinha 31. O casal passou uma semana em lua de mel antes de Étienne ser despachado para Liverpool, onde deveria entrar em missão no Senegal. De lá, ele foi para a África do Sul e lutou nas campanhas bem sucedidas da França na Síria e na Eritreia, em 1941. Ele retornou a Londres no ano seguinte durante uma folga.
Depois de seu casamento, Violette começou a trabalhar no Posto Central dos Correios como operadora de telefonia. Entediada com o trabalho, ela se alistou no Auxiliary Territorial Service (ATS) em 11 de setembro de 1941. Ela foi enviada para Leicester para seu treinamento inicial antes de ser enviada para uma das primeiras turmas mistas de treinamento em baterias antiaéreas da Artilharia Real, em Oswestry. Em seguida, sua unidade foi enviada para Frodsham, Cheshire, próximo a Warrington, de dezembro de 1941 a fevereiro de 1942. Lá ela descobriu que estava grávida, então precisou de uma folga no serviço e retornou a Londres.
Violette alugou um flat em Notting Hill, que era sua casa antes de ser despachada para a França em junho de 1944. Em 8 de junho de 1942, ela deu à luz a Tania Damaris Desiree Szabo no Hospital de St. Mary, enquanto o marido estava em Bir Hakeim, no norte da África. Violette deixou seu bebê com babás enquanto trabalhava na fábrica de aeronaves de South Morden, onde seu pai estava. Por volta dessa época, ela soube que seu marido, Étienne, tinha morrido em 24 de outubro de 1942, ao ser alvejado por vários tiros enquanto liderava sua tropa em um ataque em Qaret el Himeimat, na Segunda Batalha de El Alamein. Ele nunca conheceu a filha. Foi a morte de Étienne que a fez aceitar a oferta de um agente de campo da Special Operations Executive (SOE), o que lhe daria a chance de se vingar dos inimigos que mataram seu marido.

## Special Operations Executive
Não se sabe exatamente como que Violette foi recrutada para a Seção F, da SOE F section network, mas sua fluência em francês e seu trabalho anterior na ATS atraíram a atenção dos superiores da SOE. Provavelmente ela foi convidada para a uma entrevista por E. Potter, recrutador da SOE e escritor, cujo nome verdadeiro era Selwyn Jepson. Violette foi selecionada para ser agente de campo em 10 de julho de 1943, comissionada como líder de seção na First Aid Nursing Yeomanry, um serviço civil muitas vezes utilizado como fachada por mulheres agentes.
Após uma avaliação da fluência em francês e uma série de entrevistas, Violette foi enviada de 7 a 27 de agosto para a STS 4, uma escola de treinamento em Winterfold House e, após um relatório razoavelmente favorável, foi para a Escola Especial de Treinamento 24 do Grupo A, em Arisaig, nas terras altas da Escócia, de setembro a outubro. Lá recebeu instruções intensivas sobre o trabalho em campo, navegação noturna e diurna, armas e demolição. Novamente seus arquivos são confusos, mas ela passou no curso e entrou para o Grupo B.Machucou o tornozelo em treinamento, mas se recuperou a tempo de um novo teste e foi aprovada em fevereiro de 1944.

### Primeira missão
Devido ao tornozelo machucado, sua primeira missão foi adiada. A missão foi retomada após um sinal positivo de um agente de campo, que alertou que vários membros do grupo de Rouen-Dieppe foram presos. Em 5 de abril de 1944, Violette e um outro agente saltaram de paraquedas sobre a França ocupada, próximo a Cherbourg. Sua identidade falsa era Corinne Reine Leroy, uma secretária.
Sob o codinome "Louise", ela e o colega da SOE, Philippe Liewer (sob o nome "Major Charles Staunton"), tentaram avaliar os danos causados pelas prisões alemãs, com Violette viajando para Rouen, onde Liewer não poderia ser um homem procurado pelas autoridades. Ela também foi para Dieppe para reunir informações e fazer reconhecimento. Logo ficou claro que o sistema de agentes, com cerca de 120 deles, estava perigosamente exposto. Ela então retornou a Paris para informar a Liewer. Seu relatório sobre as fábricas de munição dos alemães foi essencial para o estabelecimento de alvos pelas tropas aliadas.

### Segunda missão
Após duas tentativas abortadas devido ao mau tempo, Violette e três colegas saltaram em um campo perto de Sussac em 8 de junho de 1944, um dia depois do Dia D. Ela fazia parte de uma equipe enviada para operar agentes liderados por Liewer junto de forças de resistência francesas. Violette tinha como missão coordenar ações de sabotagem nas linhas de comunicação alemãs, mas os grupos locais não tinham treino ou preparo para ação como eles esperavam. Assim, Liewer decidiu enviá-la para Correze e Dordogne, onde grupos mais organizados estavam estacionados.
Infelizmente, com poucas informações confiáveis sobre a região, Liewer não sabia que a 2.ª Divisão SS Das Reich avançava lentamente pelo norte da Normandia naquela mesma área.

## Captura e interrogatório
Às 9:30 da manhã de 10 de junho, Violette partiu em sua missão. Seguiu em um Citroen dirigido por um jovem membro da resistência, Jacques Dufour ('Anastasie'), e não de bicicleta, como preferia Liewer. Ele insistiu em usar o veículo, ainda que os alemães tivessem proibido o uso de carros pelos franceses depois do Dia D. Armada com uma pistola Sten e oito cartuchos de munição, ela esperava cortar pela metade o caminho que deveria seguir até seu destino.
O veículo chamou a atenção das tropas alemãs em um bloqueio na estrada fora de Salon-la-Tour, montado para encontrar o comandante alemão Helmut Kämpfe, capturado pela resistência. Quando Dufour diminuiu a velocidade, um terceiro membro da resistência presente no carro conseguiu escapar para avisar aos seus superiores da prisão dos dois colegas.
Segundo informações da resistência francesa, quando o carro enfim parou, os dois saltaram ao mesmo tempo. Dufour foi para a esquerda e ela para a direita, escondendo-se sob uma árvore, enquanto Dufour abria fogo contra os alemães. Violette e Dofour tentaram fugir juntos pelo campo, mas é provável que durante o salto de paraquedas, ela tenha torcido o tornozelo, o que a impediu de correr por muito tempo. Ela se escondeu atrás de uma macieira, onde abriu fogo contra os nazistas, cobrindo a fuga de Dufour. Violette matou um cabo e feriu vários outros soldados, mas sua munição acabou e ela foi enfim capturada.
Violette foi transferida para a custódia da Sicherheitsdienst, em Limoges, onde foi interrogada por quatro dias. Ela lhes deu o nome de "Vicky Taylor", nome que ela deveria utilizar se retornasse à Inglaterra pela Espanha. Em seguida, foi levada para o quartel-general da Gestapo, onde foi mais uma vez interrogada e torturada. É provável que eles já soubessem sua verdadeira identidade à essa altura.

## Ravensbrück
Com os Aliados tomando territórios na França e as tropas norte-americanas de George Patton chegando a Paris, os alemães decidiram transferir seus prisioneiros mais importantes da França para a Alemanha. Em 8 de agosto de 1944, Violette e vários outros agentes da SOE capturados foram transferidos e cerca de dezoito dias depois, exaustos, famintos e brutalizados, os prisioneiros chegaram ao campo de Ravensbrück. Ravensbrück era um campo exclusivamente feminino e cerca de 92 mil mulheres morreram em suas instalações.
Faminta, cansada e machucada, Violette tentava manter a moral elevada das prisioneiras, tendo inclusive planos de escapar. Depois de se recusarem a trabalhar na fábrica de munições, as mulheres começaram a trabalhar nos campos, colhendo batatas. As britânicas fizeram amizade com prisioneiras francesas que dividiram suas rações e frequentemente mandava mensagens a Londres através de um transmissor que elas mesmas construíram, ainda que não se saiba se elas foram bem-sucedidas. As condições das prisioneiras pioraram muito depois de uma revolta mal sucedida e o ânimo de Violette finalmente começou a vacilar.

## Execução
Violette foi executada em Ravensbrück, aos 23 anos, em 5 de fevereiro de 1945 ou pouco antes. Ela foi alvejada na nuca, ajoelhada, pelos oficiais responsáveis do campo. As agentes Denise Bloch e Lilian Rolfe, carregadas em macas para o lado de fora, também foram executadas. Seus corpos foram jogados nos fornos crematórios. Outra agente da SOE, Cecily Lefort, também foi morta, desta vez na câmara de gás em algum momento do mesmo mês. Das 55 agentes da SOE, cerca de 13 delas foram mortas em ação, 12 foram executadas, uma morreu devido ao tifo em um campo de concentração e outra de meningite.